# Seznam hymen španělských autonomních společenství
Seznam hymen španělských autonomních společenství představuje přehled hymen všech sedmnácti autonomních společenství Španělska a dvou autonomních měst.

## Autonomní společenství
| Umístění | Autonomní společenství   | Hymna | Přijata              | Audio |
| -------- | ------------------------ | --- | -------------------- | ----- |
|          | Andalusie                | Andaluská hymna Himno de Andalucía La bandera blanca y verde Bílá a zelená vlajka                           | 1982                 |       |
|          | Aragonie                 | Aragonská hymna Himno de Aragón                                                                             | 21. dubna 1989       |       |
|          | Asturie                  | Asturská hymna Asturias, patria querida Asturies, patria querida Asturie, moje drahá vlast                  | 27. dubna 1984       |       |
|          | Baleáry                  | Baleáry nemají vlastní hymnu, užívá se hymna Mallorcy (píseň La Balanguera), největšího baleárského ostrova | –                    |       |
|          | Baskicko                 | Baskická hymna Eusko Abendaren Ereserkia Hymna baskického etnika                                            | 30. léta 20. století |       |
|          | Extremadura              | Extremadurská hymna Himno de Extremadura                                                                    | 2. září 1985         |       |
|          | Galicie                  | Galicijská hymna Queixumes dos Pinos Os Pinos                                                               | 29. května 1984      |       |
|          | Kanárské ostrovy         | Hymna Kanárských ostrovů Himno de Canarias                                                                  | 29. května 1984      |       |
|          | Kantábrie                | Kantábrijská hymna Himno a La Montaña Himno de Cantabria                                                    | 6. března 1987       |       |
|          | Kastilie – La Mancha     | – | –                    | –     |
|          | Kastilie a León          | – | –                    | –     |
|          | Katalánsko               | Katalánská hymna Els Segadors Los segadores                                                                 | 25. února 1993       |       |
|          | La Rioja                 | La Riojská hymna Himno de La Rioja                                                                          |                      |       |
|          | Madridské společenství   | Hymna Madridského společenství Himno de la Comunidad de Madrid                                              |                      |       |
|          | Murcie                   | – | –                    | –     |
|          | Navarra                  | Navarrská hymna Himno de las Cortes de Navarra                                                              | 28. května 1986      |       |
|          | Valencijské společenství | Hymna Valencijského společenství Himno de la Comunidad Valenciana Himne de l'Exposició Himne de València    | 4. prosince 1984     |       |

## Autonomní města
| Umístění | Autonomní město | Hymna                                                                        | Přijata         | Audio |
| -------- | --------------- | ---------------------------------------------------------------------------- | --------------- | ----- |
|          | Ceuta           | Hymna Ceuty Himno de Ceuta Ceuta, mi ciudad querida Ceuta, mé milované město | 14. března 1995 |       |
|          | Melilla         | Hymna Melilly Himno Nacional de Melilla                                      |                 |       |